# Pernod Ricard
Pernod Ricard é uma empresa francesa especializada na fabricação e distribuição de vinhos e outras bebidas alcoólicas. É o segundo maior grupo de bebidas alcoólicas do mundo, atrás da Diageo e à frente da Bacardí-Martini, após a aquisição da Vin & Sprit (vendida pelo Estado sueco).

## Marcas
Pernod Ricard detém as seguintes marcas de bebidas ao redor do mundo:
| - Chivas Regal (uísque) - The Glenlivet - Jameson (uísque) - Seagram's (gim) - Pernod aux extraits d'absinthe (absinto) - Wyborowa - Ricard e 51 (pastis) | - Ron Montilla - Wild Turkey (uísque burbom) - Jacob's Creek (vinho) - Pernod (licor de anis) - Zuco - Becherovka - Absolut (Vodka) - Havana Club (rum) |

 Conhaque Português Macieira
Expansão de portfólio decorrente da compra da Allied Domecq:
| - Ballantine's (uísque) - Kahlúa (licor) - Malibu - Beefeater (gim) | - Tia Maria (licor) - Stolichnaya (distribuição nos EUA) - Mumm (champanhe) - Perrier-Jouët (champanhe) |

No Brasil:
- Orloff (vodca)
- Natu Nobilis (uísque)
- Passport (uísque)
- Cachaça Janeiro
- Amázzoni